# Saison 1983-1984 de snooker
Navigation
1982-1983 1984-1985
La saison 1983-1984 de snooker est la 16e saison de snooker. Elle regroupe 24 tournois organisés par la WPBSA entre le 4 juillet 1983 et juin 1984.

## Nouveautés
- Retour des championnats du Canada, d'Écosse et d'Afrique du Sud au calendrier.
- Création des Masters de Hong Kong et de Thaïlande ainsi que de la ligue professionnelle de snooker.
- Le Classique de snooker devient le quatrième tournoi à compter pour le classement mondial.
- Le tournoi Pontins Brean Sands n'est pas reconduit.

## Calendrier
| C = Tournoi classé (professionnel)              |
| NC = Tournoi non classé (professionnel)         |
| TE = Tournoi par équipes (professionnel)        |
| P/A = Tournoi pro-am (professionnel et amateur) |

| Dates (mois-jour) | Dates (mois-jour) | Tournoi                            | Lieu                | Site                            | Cat. | Vainqueur               | Finaliste                | Score   | Références |
| 07–04             | 07–15             | Masters d'Australie                | Sydney              | Channel 10 Television Studios   | NC   | Cliff Thorburn          | Bill Werbeniuk           | 7–3     | ,          |
| 08–??             | 08–??             | Championnat du Canada              | Toronto             | Stade de l'Exposition nationale | NC   | Kirk Stevens            | Frank Jonik (en)         | 9–8     | [ 3 ]      |
| 08–05             | 08–07             | Masters de Hong Kong               | Hong Kong           |                                 | NC   | Doug Mountjoy           | Terry Griffiths          | 4–3     | [ 4 ]      |
| 08–11             | 08–13             | Masters de Thaïlande               | Bangkok             | Thai Nippon Stadium             | NC   | Tony Meo                | Steve Davis              | 2–1     | [ 5 ]      |
| 08–26             | 08–28             | Championnat d'Écosse               | Glasgow             | Université de Glasgow           | NC   | Murdo MacLeod           | Eddie Sinclair (en)      | 11–9    | [ 6 ]      |
| 09–22             | 09–25             | Masters d'Écosse                   | Glasgow             | Hotel Skean Dhu                 | NC   | Steve Davis             | Tony Knowles             | 9–6     | [ 7 ]      |
| 10–01             | 10–09             | Open International                 | Newcastle upon Tyne | Eldon Square Recreation Centre  | C    | Steve Davis             | Cliff Thorburn           | 9–4     | [ 8 ]      |
| 10–10             | 10–21             | Tournoi des joueurs                | Bristol             | Redwood Lodge                   | C    | Tony Knowles            | Joe Johnson              | 9–8     | [ 9 ]      |
| 10–22             | 10–30             | Coupe du monde                     | Reading             | Hexagon Theatre                 | TE   | Angleterre              | Pays de Galles           | 4–2     | ,          |
| 10-??             | 10-??             | Tournoi Pontins pro-am (automne)   | Prestatyn           | Pontins                         | P/A  | Roger Bales (en)        | Gary Filtness            | 7-0     |            |
| 11–18             | 12–04             | Championnat du Royaume-Uni         | Preston             | Preston Guild Hall              | NC   | Alex Higgins            | Steve Davis              | 16–15   | [ 12 ]     |
| 12–09             | 12–18             | Championnat du monde par équipes   | Northampton         | Derngate Centre                 | TE   | Steve Davis Tony Meo    | Tony Knowles Jimmy White | 10–2    | ,          |
| 12–28             | 12–30             | Pot Black                          | Birmingham          | Studios Pebble Mill             | NC   | Terry Griffiths         | John Spencer             | 2–1     | ,          |
| 01–08             | 01–15             | Classique de snooker               | Warrington          | Spectrum Arena                  | C    | Steve Davis             | Tony Meo                 | 9–8     | [ 17 ]     |
| 01–22             | 01–29             | Masters                            | Londres             | Wembley Conference Centre       | NC   | Jimmy White             | Terry Griffiths          | 9–5     | ,          |
| 02–??             | 02–??             | Championnat d'Afrique du Sud       | Afrique du Sud      |                                 | NC   | Jimmy van Rensberg (en) | Perrie Mans              | 10–7    | [ 3 ]      |
| 02–21             | 02–24             | Classique Tolly Cobbold            | Ipswich             | Corn Exchange                   | NC   | Steve Davis             | Tony Knowles             | 8–2     | [ 20 ]     |
| 02–27             | 03–04             | Masters International              | Derby               | Assembly Rooms                  | NC   | Steve Davis             | Dave Martin              | [ n 2 ] | ,          |
| 03–05             | 03–11             | Championnat du pays de Galles      | Ebbw Vale           | Ebbw Vale Leisure Centre        | NC   | Doug Mountjoy           | Cliff Wilson             | 9–3     | [ 23 ]     |
| 03–27             | 04–01             | Masters d'Irlande                  | Kill                | Goff's                          | NC   | Steve Davis             | Terry Griffiths          | 9–1     | [ 24 ]     |
| 11–11             | 04–14             | Ligue professionnelle              | Grande-Bretagne     |                                 | NC   | John Virgo              | Dennis Taylor            | [ n 3 ] | [ 25 ]     |
| 04–21             | 05–07             | Championnat du monde               | Sheffield           | Crucible Theatre                | C    | Steve Davis             | Jimmy White              | 18–16   | [ 26 ]     |
| 05–12             | 05–19             | Tournoi Pontins professionnel      | Prestatyn           | Pontins                         | NC   | Willie Thorne           | John Spencer             | 9–7     | ,          |
| 06-??             | 06-??             | Tournoi Pontins pro-am (printemps) | Prestatyn           | Pontins                         | P/A  | Neal Foulds             | Doug Mountjoy            | 7-4     |            |

## Classement mondialen début et fin de saison

### Classement après lechampionnat du monde 1983
| Rang | Évol.         | Joueur          | Points |
| 1    | 3             | Ray Reardon     | 9      |
| 2    | 9             | Alex Higgins    | 8      |
| 3    | 2             | Cliff Thorburn  | 8      |
| 4    | 2             | Steve Davis     | 7      |
| 5    | 3             | Eddie Charlton  | 6      |
| 6    | 4             | Kirk Stevens    | 6      |
| 7    | 1             | Doug Mountjoy   | 6      |
| 8    | 1             | David Taylor    | 5      |
| 9    | en stagnation | Bill Werbeniuk  | 4      |
| 10   | 11            | Jimmy White     | 3      |
| 11   | 4             | Perrie Mans     | 3      |
| 12   | 2             | John Spencer    | 3      |
| 13   | 8             | Dennis Taylor   | 3      |
| 14   | 11            | Terry Griffiths | 3      |
| 15   | 5             | Tony Knowles    | 2      |
| 16   | 6             | Willie Thorne   | 2      |

### Classement après lechampionnat du monde 1984
| Rang | Évol.           | Joueur          | Points |
| 1    | en augmentation | Steve Davis     | 9      |
| 2    | 1               | Ray Reardon     | 8      |
| 3    | en stagnation   | Cliff Thorburn  | 8      |
| 4    | 11              | Tony Knowles    | 7      |
| 5    | 3               | Alex Higgins    | 6      |
| 6    | 1               | Eddie Charlton  | 6      |
| 7    | 1               | Kirk Stevens    | 6      |
| 8    | 1               | Bill Werbeniuk  | 5      |
| 9    | 5               | Terry Griffiths | 4      |
| 10   | 2               | David Taylor    | 3      |
| 11   | 1               | Jimmy White     | 3      |
| 12   | 5               | Doug Mountjoy   | 3      |
| 13   | en stagnation   | Dennis Taylor   | 3      |
| 14   | 5               | John Virgo      | 2      |
| 15   | 9               | Tony Meo        | 2      |
| 16   | 4               | John Spencer    | 2      |